# James Vincenzo Capone
Richard James Hart geb. James Vincenzo „Jimmy“ Capone (* 28. März 1892 in Angri, Italien; † 1. Oktober 1952 in Homer (Nebraska), Vereinigte Staaten) war der älteste Bruder des berüchtigten Mobsters Al Capone und – im Gegensatz zu seinem berühmten Bruder – den Großteil seines Lebens ein Gesetzeshüter.

## Leben
Geboren in der kleinen Stadt Angri in der Region Kampanien, war James Vincenzo Capone der erste Sohn von Gabriele und Teresa (geb. Raiola) Capone. James kam am 18. Juni 1895 mit seinem zwei Jahre jüngeren Bruder Ralph und seiner Mutter auf einem Schiff namens „Werra“ in Amerika an, das über Ellis Island (New York City) einging. Sein Vater Gabriele war sechs Monate zuvor über Kanada in die Vereinigten Staaten gekommen. Die Familie Capone ließ sich schließlich in Brooklyn in New York City nieder. James war sieben Jahre alt, als sein Bruder Alphonse Gabriel „Al“ geboren wurde.
Im Alter von 16 Jahren verließ Vincenzo sein Zuhause und zog von Brooklyn nach Nebraska – angeblich, um einem Zirkus beizutreten. Er arbeitete daran, seinen Brooklyn-Akzent zu verlieren, und versuchte auch, seine italienischen Wurzeln zu leugnen. Stattdessen wollte er eher als Mexikaner oder Indianer wahrgenommen werden. Vermehrt gab er an, dass sein Geburtsort in Iowa und die Geburtsorte seiner Eltern in Illinois seien.
Er trat nach eigenen Angaben während des Ersten Weltkriegs der United States Army bei, diente in Frankreich und wurde Leutnant. Später wurde sein Militärdienst jedoch infrage gestellt und er war nicht in der Lage, entsprechende Beweise zu erbringen.
Nach dem Krieg änderte Vincenzo seinen Namen in Richard James Hart, angelehnt an seinen Lieblings-Cowboy-Filmstar William S. Hart. Er heiratete im Jahr 1919, zog nach Homer (Nebraska), wo er zwei Jahre lang als Stadtmarschall und ein Jahr als Staatssheriff diente. Später wurde er Prohibitions-Agent, während sein Bruder Al als Chicagoer Gangster für illegalen Alkoholhandel bekannt war. Aufgrund seiner zwei mit Perlen besetzten Pistolen und seinen Fähigkeiten als Schütze gaben ihm die Zeitungen nach einer Reihe erfolgreicher Razzien gegen Schwarzhändler den Spitznamen „Two-Gun“ Hart. Mitte der zwanziger Jahre erfuhren Zeitungsreporter von seiner Verwandtschaft zum Chicagoer Gangster.
Im Jahr 1926 wurde Hart ein Spezialagent des Bureau of Indian Affairs (Büro für Indianerangelegenheiten). Er wurde in der Cheyenne River Reservation in South Dakota eingesetzt und wurde unter den Eingeborenen als brutal bekannt. Bei einem Vorfall tötete er einen  Indianer. Nach seiner Verhaftung wurde bekannt, dass der Indianer ein Schnapsschmuggler war; alle Anklagepunkte wurden fallen gelassen. Die Familie des Getöteten versuchte, Hart aus Rache zu töten, wobei er ein Auge verlor. Hart war an der Verhaftung von mindestens 20 gesuchten Mördern in diesem Gebiet beteiligt. Einige Zeit verbrachte er als Strafverfolger in der Coeur d’Alene Reservation in Plummer (Idaho). Nach einigen weiteren Zwischenfällen war sein Ruf beschädigt, er war fast blind und bankrott. Im Jahre 1931 kehrte Hart als Prohibitionsagent nach Homer zurück. Zwei Jahre später, mit der Aufhebung der Prohibition, wurde er Friedensrichter.
Im Jahr 1946, kurze Zeit bevor Al Capone starb, erlaubte Hart seinem Sohn Harry, seinen berühmten Onkel zu treffen, der zu dieser Zeit an Syphiliskomplikationen litt und aus Alcatraz entlassen worden war. Im Jahr 1952 starb Richard James Hart in seinem Haus in Homer durch einen Herzinfarkt.

## Im Film
- Richard James Hart wurde in dem Film Bruderkrieg (OT: The Lost Capone) aus dem Jahre 1990, durch Adrian Pasdar verkörpert.
- Mather Zickel spielt in der Serie Timeless Staffel 1 Episode 15 Jimmy Capone / Richard Hart